# NGC 6217
NGC 6217 = Arp 185 ist eine aktive Balken-Spiralgalaxie mit ausgedehnten Sternentstehungsgebieten im Sternbild Kleiner Bär am Nordsternhimmel. Die Galaxie ist schätzungsweise 70 Millionen Lichtjahre von der Milchstraße entfernt und hat einen Durchmesser von etwa 55.000 Lichtjahren. 
Halton Arp gliederte seinen Katalog ungewöhnlicher Galaxien nach rein morphologischen Kriterien in Gruppen. Diese Galaxie gehört zu der Klasse Galaxien mit schmalen Filamenten.
Das Objekt wurde am 12. Dezember 1797 von dem deutsch-britischen Astronomen Wilhelm Herschel entdeckt.